# Dryophilocoris flavoquadrimaculatus
Dryophilocoris flavoquadrimaculatus is een wants uit de familie van de blindwantsen (Miridae). De soort werd het eerst wetenschappelijk beschreven door Charles De Geer in 1773.

## Uiterlijk
De 6 tot 6,5 mm lange, langwerpige wants is bij volwassenheid altijd langvleugelig. De antennen zijn zwart, met uitzondering van het achterste gedeelte van het eerste segment, wat bruin gekleurd is. De wants is verder volledige zwart gekleurd, met uitzondering van de vier duidelijke geelachtige vlekken (vandaar de wetenschappelijke naam) en de pootjes waarvan alleen de uiteinden zwart zijn. De dijen zijn roodbruin en de schenen zijn geel. Ondanks zijn opvallende uiterlijk is de soort toch te verwarren met Globiceps flavomaculatus en Globiceps fulvicollis; die hebben echter kortvleugelige vrouwtjes, vlekken die minder geel zijn aan de voorkant van de vleugel en geen halsschild dat aan de achterkant verhoogd is.

## Leefwijze
De soort kent één generatie per jaar. De wantsen komen de winter door als eitje en in midden april zijn de wantsen volwassen en kunnen ze tot in juni orden waargenomen op eiken. De nimfen voeden zich daar met de sappen van de boom en de volwassen dieren eten meestal insecteneitjes, kleine rupsen en kleine insecten zoals bladluizen, bladvlooien en stofluizen.

## Leefgebied
De soort komt voor in Europa, inclusief de Middellandse Zee en Noord-Afrika. In het oosten strekt het verspreidingsgebied zich uit tot in het Europese deel van Rusland en Oekraïne. In Nederland komt de soort overal voor met uitzondering van de Waddeneilanden.